# You Can’t Always Get What You Want
You Can’t Always Get What You Want (englisch für „Du kannst nicht immer bekommen, was du willst“) ist ein Lied der Rolling Stones. Es erschien zuerst im Juli 1969 als B-Seite der Single Honky Tonk Women, dann im Dezember 1969 in einer längeren Version als Schlusstitel auf dem Album Let It Bleed. Der von Mick Jagger und Keith Richards geschriebene Song wurde 2004 vom Magazin Rolling Stone in seiner Liste der „500 besten Songs aller Zeiten“ auf Platz 100 gesetzt (und später auf Platz 101).

## Entstehungsgeschichte
Mick Jagger hatte die Idee zu dem Song, was auch Keith Richards in seiner Autobiografie Life bestätigt. Für die Chorbegleitung dachten sie zunächst eher an einen Gospelchor, bis sie sich schließlich für einen klassischen Chor entschieden. Laut Jagger kam Charlie Watts nicht mit dem Groove zurecht, daher übernahm Jimmy Miller den Schlagzeugpart.
You Can’t Always Get What You Want war das erste Lied, das für das Album Let It Bleed aufgenommen wurde. Es existiert in zwei Versionen, einem 4:51 Minuten langen Single-Mix und einem Album-Mix mit einer Länge von 7:28 Minuten. Der Song wurde am 16. und 17. November 1968 in den Olympic Studios in London aufgenommen. Der Londoner Bach-Chor eröffnet das Lied (die Choreröffnung fehlt in der Single-Version), setzt durchgehend gesangliche Akzente und lässt das Stück zum Abschluss ausklingen. Al Kooper spielt Klavier und Orgel sowie das Waldhorn-Intro, während Rocky Dijon Congas, Maracas und Tamburin spielt.
Richie Unterberger schrieb bei AllMusic, dass die Rolling Stones laut John Lennon dazu neigten, Innovationen der Beatles innerhalb weniger Monate zu kopieren. In diesem Sinne sei You Can’t Always Get What You Want das Gegenstück zu Hey Jude von 1968.

## Text
Das Lied erzählt von verschiedenen alltäglichen Situationen, die ins Surreale abgleiten: eine Frau bei einem Empfang, an deren Seite ein „ungebundener Mann“ angebunden ist (erste Strophe, einmal wiederholt, in der vierten Strophe verändert wieder aufgenommen), eine aussichtslose Demonstration (zweite Strophe) und eine Begegnung in einer Apotheke mit einem gewissen Jimmy, der ziemlich krank aussah (dritte Strophe). Dazwischen, am Anfang und am Ende jeweils der Refrain: du kannst nicht immer das bekommen, was du willst, sondern bekommst das, was du brauchst.

## Veröffentlichungen
Der Song wurde zunächst am 4. Juli 1969 als B-Seite der Single Honky Tonk Women veröffentlicht. Obwohl er nicht in die Charts kam, veröffentlichte London Records die Single 1973 erneut, und You Can’t Always Get What You Want erreichte Platz 42 in den Billboard Hot 100. Als eine der populärsten Aufnahmen der Stones erschien der Song auf verschiedenen Kompilationen: Hot Rocks 1964–1971 (1971), Slow Rollers (1981, Singleversion), Singles Collection: The London Years (1989, Singleversion), Forty Licks (2002), Singles 1968–1971 (2005, Singleversion), Rolled Gold+: The Very Best of the Rolling Stones (2007) und Grrr! (2012, Singleversion).
Liveaufnahmen des Songs erschienen auf den Alben Love You Live (1977), Flashpoint (1991), Live Licks (2004), The Brussels Affair ’73 (veröffentlicht 2011), Hyde Park Live (2013) und The Rolling Stones: Havana Moon (2016, Film und Album), sowie in Rock and Roll Circus (Film und Album, aufgenommen 1968, veröffentlicht 1996). Konzertfilme der Stones, die den Song enthalten, sind: Ladies and Gentlemen: The Rolling Stones (1974, aufgenommen 1972), From the Vault – L.A Forum – Live in 1975 (2012), Let’s Spend the Night Together (1983), Stones at the Max (1991, aufgenommen 1990), Bridges to Babylon Tour ’97–98 (1997), Four Flicks (2003), The Biggest Bang (2007, aufgenommen 2005–2006) und Sweet Summer Sun: Hyde Park Live (2013).

## Verwendung im Trump-Wahlkampf
Donald Trump spielte den Song der Rolling Stones bei Wahlkampfauftritten während der Vorwahlen der Republikaner 2016 und während der anschließenden Präsidentschaftswahl, einschließlich seiner landesweit im Fernsehen übertragenen Dankesrede auf dem Republikanischen Nationalkonvent im Juli. Die Band erklärte nach dem Konvent öffentlich, dass sie Trump nicht unterstütze, und forderte ihn auf, die Verwendung ihrer Songs sofort einzustellen. Trump verwendete das Lied weiterhin auf Wahlkampfveranstaltungen vor und nach der Wahl 2016. Auch im Wahlkampf 2020 benutzte Trump den Song, woraufhin er von den Stones erneut davor gewarnt wurde, ihre Musik zu verwenden. Sie kündigten an, mit der US-amerikanischen Gesellschaft zur Wahrnehmung der musikalischen Urheberrechte BMI zusammenzuarbeiten, um eine unbefugte Nutzung zu verhindern. Die Trump-Kampagne hörte bald darauf auf, das Lied zu verwenden und spielte stattdessen Y.M.C.A. von den Village People.

## Besetzung
The Rolling Stones
- Mick Jagger – Gesang
- Keith Richards – akustische und elektrische Gitarre, Begleitstimme
- Bill Wyman – Bass

Weitere Mitwirkende
- London Bach Choir – Chor-Arrangement von Jack Nitzsche
- Al Kooper – Piano, Orgel, Waldhorn[4]
- Jimmy Miller – Schlagzeug
- Rocky Dijon – Congas, Maracas, Tambourine
- Madeline Bell – Begleitgesang
- Nanette Workman – Begleitgesang (auf dem Album als „Nanette Newman“ angegeben)
- Doris Troy – Begleitgesang

## Kommerzieller Erfolg

### Chartplatzierungen
| ChartsChartplatzierungen       | Höchstplatzierung | Wochen |
| ------------------------------ | ----------------- | ------ |
| Vereinigte Staaten (Billboard) | 42 (8 Wo.)        | 8      |

### Auszeichnungen für Musikverkäufe
| Land/Region                  | Auszeichnungen für Musikverkäufe (Land/Region, Auszeichnung, Verkäufe) | Verkäufe |
| ---------------------------- | ---------------------------------------------------------------------- | -------- |
| Australien (ARIA)            | Platin                                                                 | 70.000   |
| Neuseeland (RMNZ)            | Platin                                                                 | 30.000   |
| Vereinigtes Königreich (BPI) | Gold                                                                   | 400.000  |
| Insgesamt                    | 1× Gold · 2× Platin ·                                                  | 500.000  |

Hauptartikel: The Rolling Stones/Auszeichnungen für Musikverkäufe